# Esztergomi rondella
Az esztergomi rondella (Földbástya, törökül Toprak kuleszi) a Budai Várnegyedben található, a Hadtörténeti Múzeum mellett. A törökök még akkor is Földbástyának nevezték a nagy átmérőjű rondellát, amikor az már kőből épült meg a várnegyed nyugati és északi falának csatlakozásánál. A belsejében ágyútermek voltak. Építésének ideje nem ismert, de az 1630–44 közötti időkben Musza budai pasa parancsot kapott a javítására. A bástyához vezető utat Toprak kuleszi jolunak, azaz Földbástya útjának nevezték. Buda visszafoglalásakor, 1686-ban szétlőtték, a falai beomlottak és maguk alá temették a bástyán felállított ágyúkat. Az egyetlen megmaradt török ágyút a helyreállított rondellán állították ki. Már 18. század elején újjá akarták építeni, de ezt még 1743-ban is szorgalmazni kellett. A helyreállítás során kerültek a kisméretű sötétvörös középkori téglák a falába. A török idők után kezdték a bástyát Esztergomi rondellának nevezni. Itt látható Buda 1686-os visszafoglalásának emléktáblája, amit körülbelül oda helyeztek, ahol szeptember 2-án a felmentő seregek először jutottak be a várba. Itt tört be a csapatokkal Petneházy Dávid, Thököly Imre kapitánya, akinek a történetét Jókai Mór is feldolgozta egy elbeszélésében.